# Championnats de France de paratriathlon 2023
Navigation
2022 2024
Les championnats de France de paratriathlon 2023 ont lieu à Saint-Jean-de-Monts le dimanche 10 septembre 2023.

## Palmarès
83 compétiteurs sont inscrits pour 2023, 61 hommes et 22 femmes. Classement général de la course qui s'est déroulée sur distance S, ils mettent en œuvre la classification de handicap validée par la Fédération internationale de triathlon.

### Hommes
| Position           | PTWC            | PTS2              | PTS3             | PTS4                     | PTS5             | PTVI              | PTS7                  | PTS8                  | Open               |
| ------------------ | --------------- | ----------------- | ---------------- | ------------------------ | ---------------- | ----------------- | --------------------- | --------------------- | ------------------ |
| Médaille d'or      | Louis Noël      | Geoffrey Wersy    | Cédric Denuzière | Grégoire Berthon         | Thibaut Reby     | Thibaut Rigaudeau | Mattéo Ruberti        | Anatole Beghin        | Laurent Berthe     |
| Médaille d'argent  | Étienne Debarre | François Lacroix  | Michaël Herter   | Antoine Lamarche Poulain | Antoine Besse    | Paul Lloveras     | Sylvain Etringer      | Thomas Sounalet       | Julien Mrasilevici |
| Médaille de bronze | Julien Viot     | Sylvain Fernandez | Adrien Alauzet   | Nicolas Le Bot           | Antoine Leymarie | Matthieu Leroy    | Jean-Baptiste Richard | Paul Serviéres-Bordes | NA                 |

### Femmes
| Position           | PTWC          | PTS2 | PTS3             | PTS4               | PTS5             | PTVI                | PTS7              | PTS8             | Open             |
| ------------------ | ------------- | ---- | ---------------- | ------------------ | ---------------- | ------------------- | ----------------- | ---------------- | ---------------- |
| Médaille d'or      | Mona Francis  | NA   | Élise Marc       | Camille Sénéclauze | Gwladys Lemoussu | Héloïse Courvoisier | Christelle Kieger | Sophie Mazin     | Nathalie Bennett |
| Médaille d'argent  | Claire Mege   | NA   | Marie Delatour   | NA                 | Émilie Gral      | Annouck Curzillat   | NA                | Florence Talidec | NA               |
| Médaille de bronze | Élise Laurent | NA   | Coline Grabinski | NA                 | Clara Lefaucheux | Fanny Bourdelas     | NA                | Marie Rivereau   | NA               |